# Ariella Kaeslin
Ariella Kaeslin (ur. 11 października 1987 w Lucernie) – szwajcarska gimnastyczka, wicemistrzyni świata i mistrzyni Europy, olimpijka.
Specjalizuje się w wieloboju i skoku. Największym osiągnięciem zawodniczki jest srebrny medal w skoku podczas mistrzostw świata w 2009 roku. Jest trzykrotną medalistką mistrzostw Europy.
Zakończyła karierę w listopadzie 2011 podczas gali gimnastycznej w Zurychu.

## Osiągnięcia
| Rok  | Zawody             | Miasto   | Miejsce | Konkurencja            | Punktacja |
| ---- | ------------------ | -------- | ------- | ---------------------- | --------- |
| 2009 | Mistrzostwa Europy | Mediolan | 1       | Skok                   | 14.625    |
| 2009 | Mistrzostwa Europy | Mediolan | 3       | Wielobój indywidualnie | 57.275    |
| 2009 | Mistrzostwa świata | Londyn   | 2       | Skok                   | 14.525    |
| 2011 | Mistrzostwa Europy | Berlin   | 3       | Skok                   | 14.475    |